# ゴーストシャウト
『ゴーストシャウト』は、2004年12月18日 - 2005年1月14日に日本で公開された日本映画である。

## 概要
『サトラレ』など数々のテレビドラマを手掛けて来た塚本連平の映画デビュー作。
当初、本作のタイトルは『ゴーストネゴシエイター』（『ゴーストネゴシエーター』は誤記）で予定されていたが、2004年11月23日に南野陽子がゲスト出演していた『ズバリ言うわよ!』にて細木数子から「『ゴーストシャウト』に変えないとヒットしない」というアドバイスを言い渡されたため、公開直前に改題された。

## あらすじ
高校3年生の夏、主人公・榊ヨウコはある事故をきっかけに亡霊が見えるようになって以来、仕事運にも男運にも見放され、現世に現れて人々を悩ませる幽霊と直接交渉し、成仏させるゴーストネゴシエーターの仕事をしていた。そんなヨウコにも恋人ができ、ゴールイン寸前と思われたが、デート中にボスから依頼が来てしまう。その内容は、八王子の音大に亡霊が出没したというものだった。ヨウコは嫌々ながらもボスの「退職金を弾む」の声に、デートを中断して現場に向かう。

## スタッフ
- 監督：塚本連平
- 原作・脚本：EN、佐々木充郭
- 製作：「ゴーストシャウト」製作委員会（東京テアトル、トレンド、ケイダッシュ、テレビ朝日、クロックワークス）
- 制作プロダクション：MMJ
- 製作者：早河洋、川村龍夫、松下晴彦
- 企画：谷口元一、木村純一、東城祐司
- プロデューサー：榎本憲男、遠田孝一
- 音楽：仲西匡
- 撮影：柳田裕男（J.S.C.）
- 照明：磯野雅宏
- 録音：今井善孝
- 美術：稲垣尚夫
- 主題歌：Heartsdales 「fantasy」

## キャスト
- 榊ヨウコ：滝沢沙織
- 柳田浩司：井澤健
- 元木俊雄：永井大
- 美空つぐみ：高樹マリア
- 若夫婦（夫）：高橋克典
- 若夫婦（妻）：三浦理恵子
- 矢田部愛子：南野陽子
- 時田君：はなわ
- 元木の母：川島なお美
- 健太の孫：玉木宏
- 響学：中山仁
- 響澄子：赤座美代子
- 坂口健太：藤村俊二
- 市川学部長：小倉一郎
- 沢村さとし：近江谷太朗
- お化け屋敷館主：ムッシュかまやつ
- 外古葉雄一：菅田俊
- 横島事務局長：阿南健治
- マリコ：雛形あきこ